# كارلسبلاتز

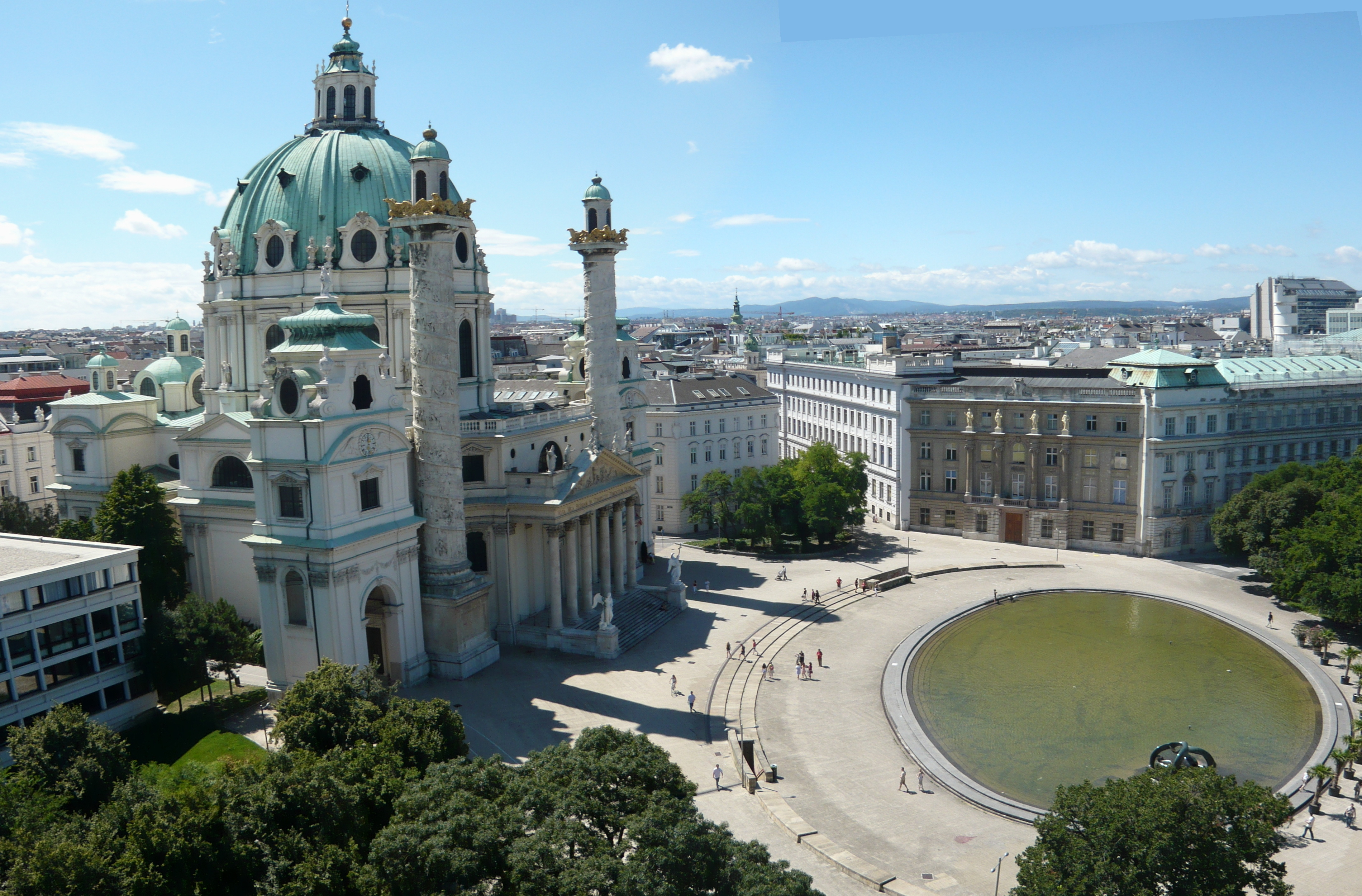
كارلسكيرش في كارلسبلاتز ، فيينا

كارلسبلاتز (بالإنجليزية: Charles' Square)‏ هي ساحة تقع على حدود المقاطعتين الأولى والرابعة في فيينا. تعد واحدة من أكثر مراكز النقل ازدحاما و توفرا وأفضلها للاتصالات في المدينة، حيث يقع فيها كارلسكيرش.
كارلسبلاتز (بالألمانية: ساحة تشارلز) هي ساحة تقع على حدود المنطقتين الأولى والرابعة في فيينا، النمسا. تُعد واحدة من أكثر مراكز النقل ازدحامًا وأفضلها اتصالًا في المدينة. تحتوي الساحة على كنيسة كارل (كارلسكيرشه)، وهي من المعالم البارزة في المنطقة. يمكن الوصول إليها من المنطقة الأولى من الساحة إما عبر مترو الأنفاق (محطة كارلسبلاتز) أو عبر شارع أوبيرنجاسه. 

## الفنون والثقافة

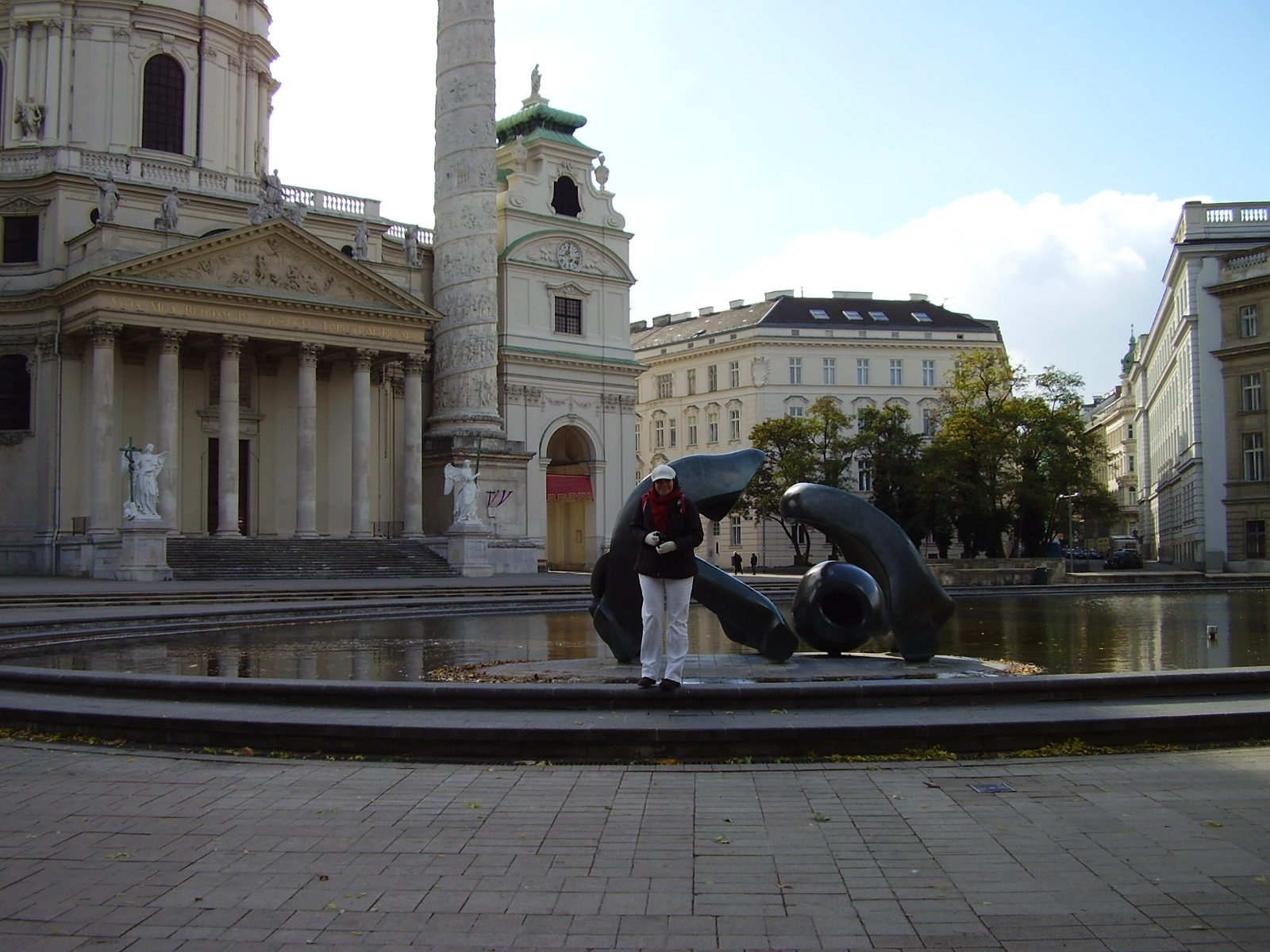
ساحة أمام كارلسكيرش
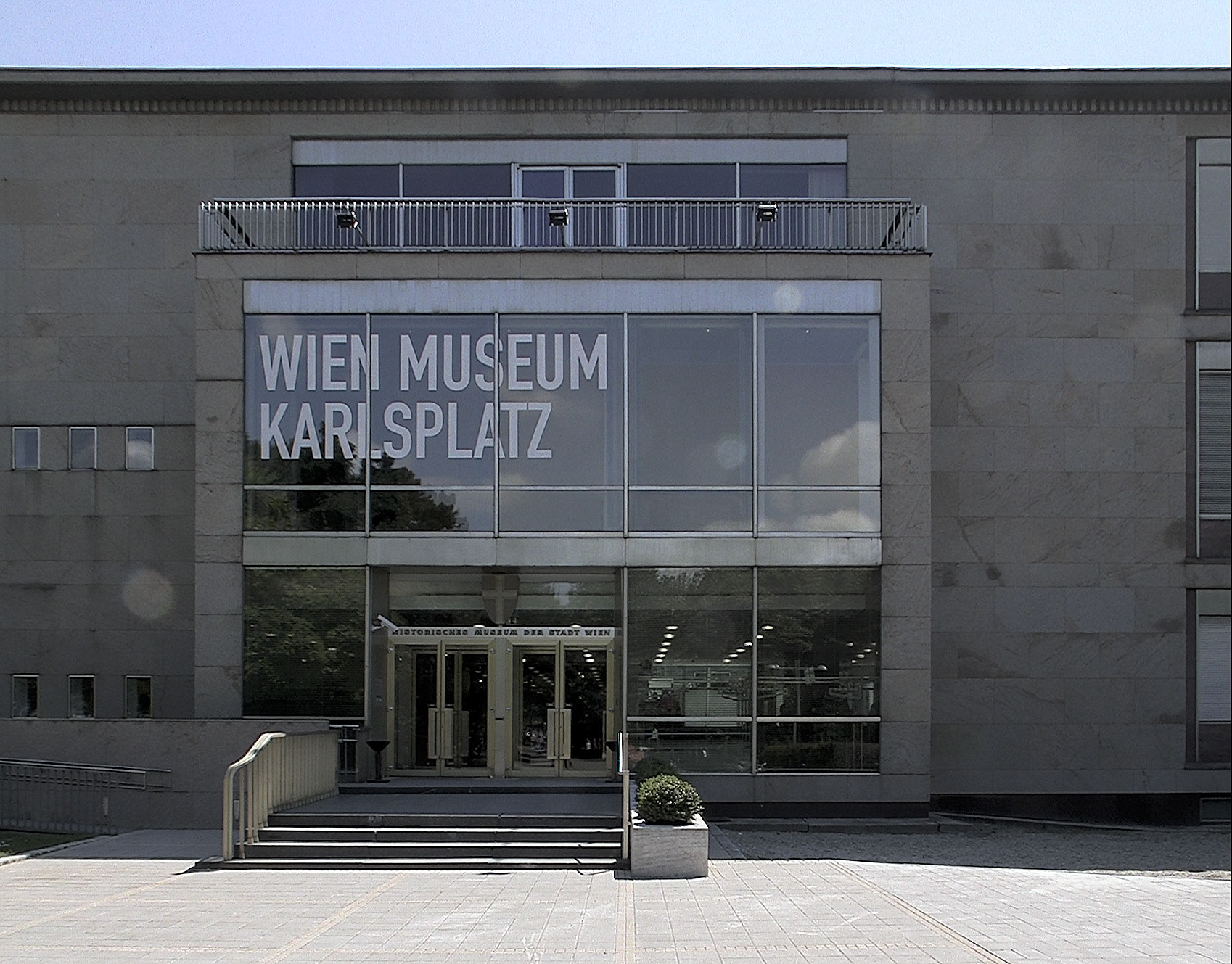
متحف فيينا
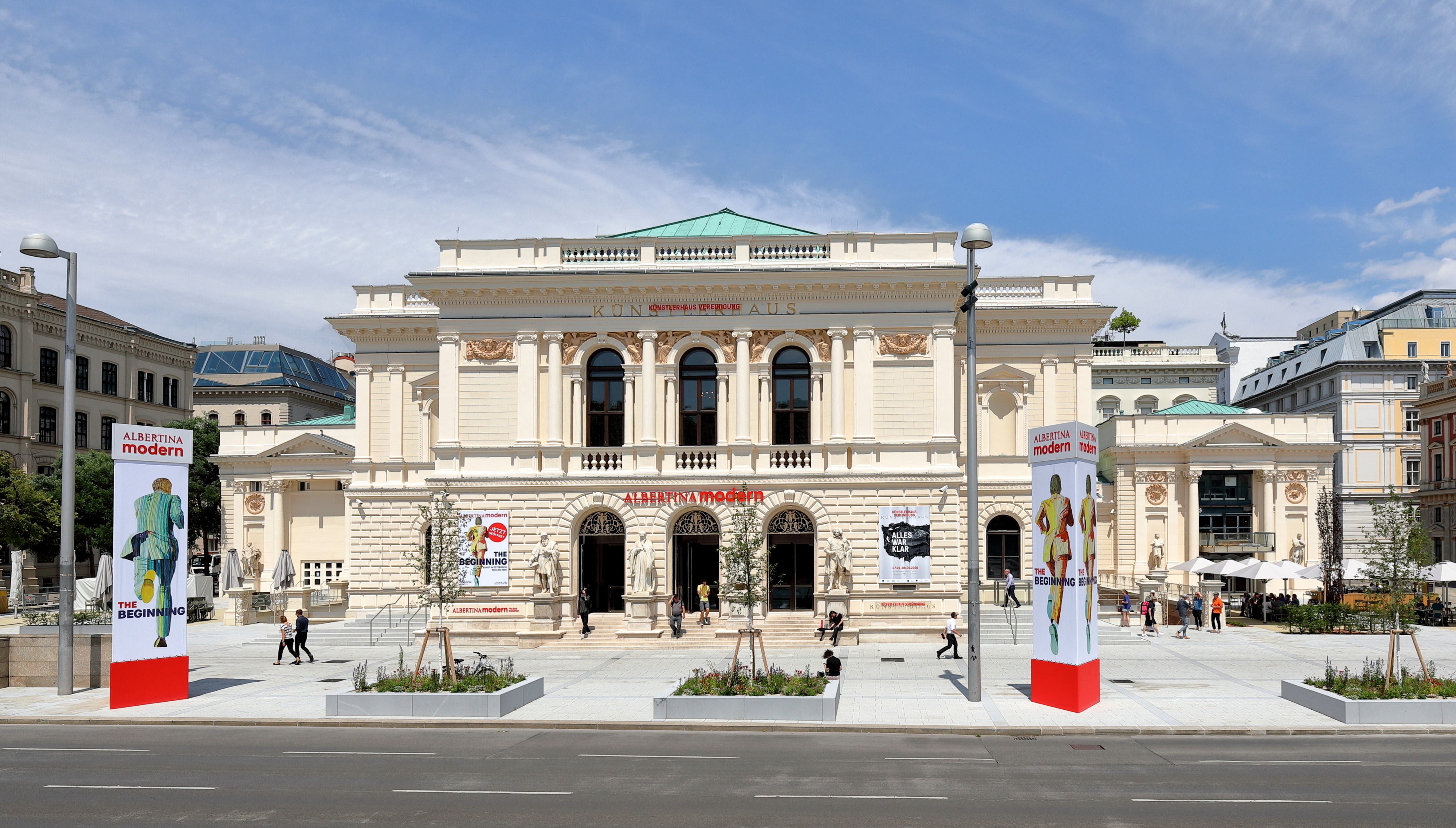
كونستلرهاوس
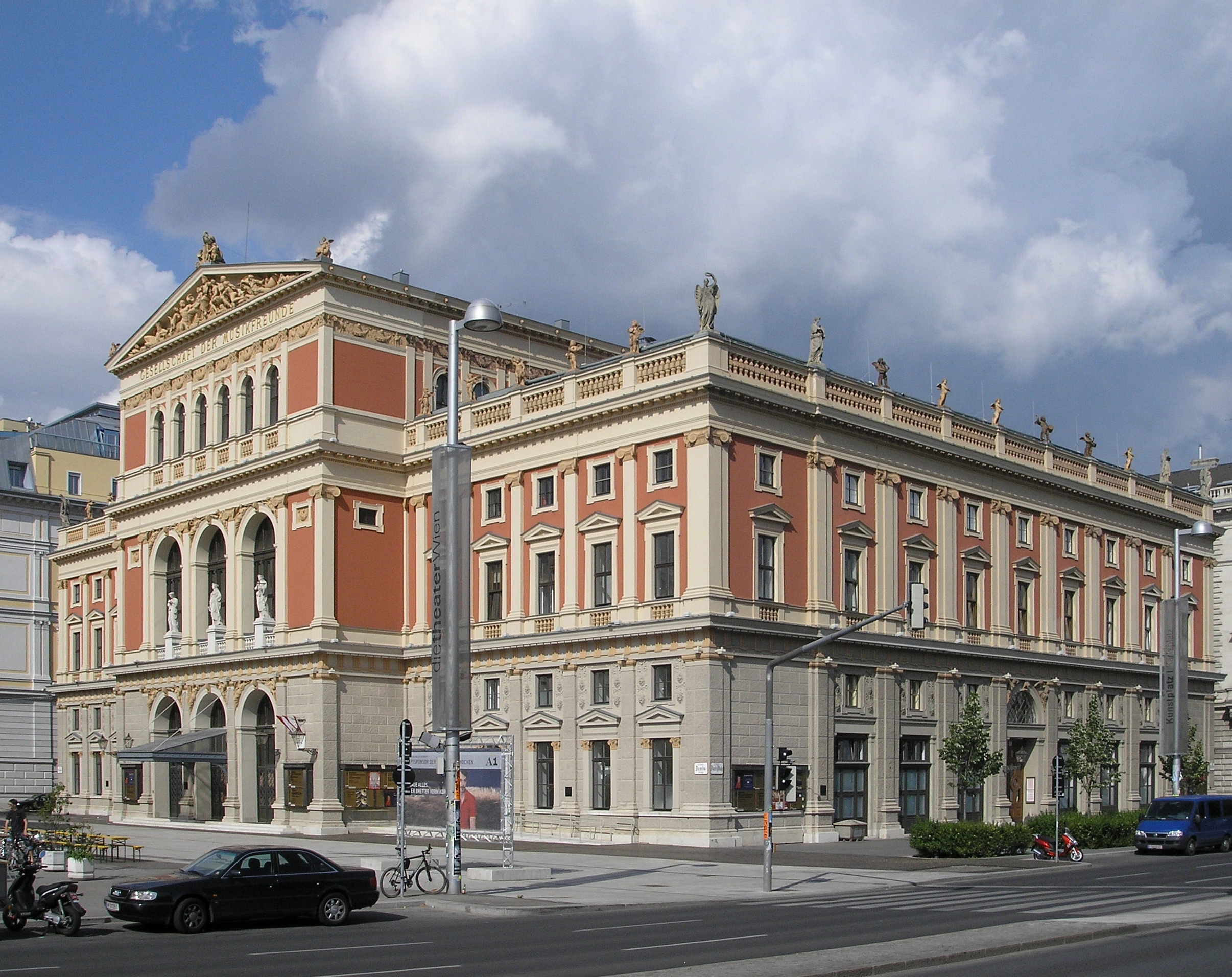
وينر موسيكفيرين